# Daniel Jardemyr
Daniel Jardemyr, född 28 maj 1971 i Uppsala, är en svensk före detta professionell ishockeyspelare (back).